# Rainer Bielfeldt

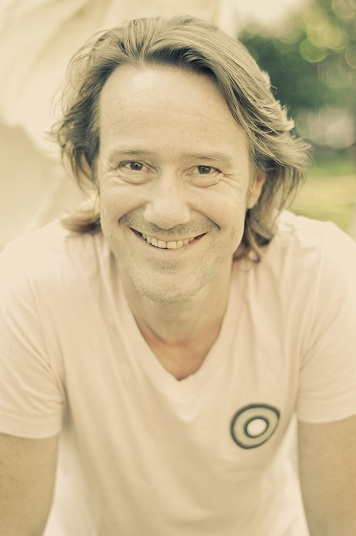
Rainer Bielfeldt (2012)

Rainer Bielfeldt (* 1964 in Hamburg) ist ein deutscher Sänger, Pianist, Komponist, Produzent, Dozent, Coach.

## Leben
1964 in Hamburg geboren, kam Bielfeldt schon früh mit der Musik in Berührung. Mit acht Jahren begann er mit dem Klavierunterricht; es folgten Harmonielehre, Klarinette und Saxophon. 1985 begann er das Studium der Schulmusik mit Hauptfach Klavier und absolvierte den Kontaktstudiengang Popularmusik an der Musikhochschule Hamburg (Popkurs) mit dem Schwerpunkt Chanson.
Mit seinen Kompositionen, Arrangements, Produktionen, Texten, seinem Gesang und Klavierspiel hat er die Entertainment- und Kleinkunstbranche mitgeprägt. Chansons wie Wir zwei sind ein Paar (im Duett mit Tim Fischer sowie mit Dirk Bach) und der legendären Rinnsteinprinzessin (Text: Edith Jeske), sowie seine Arbeiten an Musicals für Kinder und Erwachsene, mit Hörspielen und Soundtracks, Chansons und Schlagern, Satire- und Kabarett-Programmen zeugen von seiner Bandbreite.
Beim Casting zu seinem ersten Musical ‚Kennwort einsames Herz‘ begegneten sich Rainer und Tim Fischer zum ersten Mal. 1991 entstand das erste gemeinsame Programm ‚Zarah ohne Kleid‘. Es folgten noch etliche weitere gemeinsame Programme und Tourneen bis 2019.
1994 übernahm er die Arrangements und die musikalische Leitung von ‚Piaf – Revue eines Lebens‘ am Hamburger Schmidt Theater. 1995 erhielt er die Genehmigung, 43 Gedichte und Miniaturen seiner Lieblingsdichterin Mascha Kaléko zu vertonen, die er zusammen mit Julia Kock auf der CD „Mascha“ veröffentlichte und live auf Tournee präsentierte.
In den Folgejahren begleitete er die Tourneen von Alfred Biolek, Nana Gualdi, Su Kramer, Hartwig Rudolz, Christiane Weber, Ole Lehmann, Antonia Bill und Gayle Tufts, der Erfinderin des Denglish, mit der er von 1995 bis 2003 acht Tournee-Shows und vier Alben erarbeitete, präsentierte und begleitete.
Als Solokünstler veröffentlichte Rainer Bielfeldt unter eigenem Namen bisher sechs Alben und eine EP: Nachtzug (1992), Herzen mit Koffer (1993), Alles nur ein Traum (2003), Sänger sein (2006), Die Erinnerung von Morgen (2018), Zwei Leben (2019) und die EP „Um die Häuser von Berlin“ (2005).
Zudem produziert, schreibt, und arrangiert er. So entstanden in seinem Studio Lieder für Künstler wie: Mireille Mathieu, Mary (Mary & Gordy), Jan Ammann, Claus Vincon, Berlin Comedian Harmonists, Donato Plögert, Emmy & Herr Willnowsky, Irmgard Knef und viele weitere.
Besondere Bedeutung maß er dem Musical für Kinder bei. 1990 schrieb er mit Paul Maar ‚Eine Woche voller Samstage‘. Es folgten u. a. ‚Pippi in Taka-Tuka-Land‘, ‚Pippi feiert Geburtstag‘, ‚Alice im Wunderland‘, ‚Sams im Glück‘, und dazu die beiden Hörspielreihen ‚Was hör ich da?‘ & ‚Käpt’n Sharky‘ mit Dirk Bach und Axel Prahl in der Titelrolle. Als Musical feierte ‚Käpt’n Sharky‘ 2015 am Hamburger St. Pauli Theater seine Uraufführung.
Die Liste seiner (Mit)Texter umfasst u. a. Edith Jeske, Otto Senn, Pe Werner, Peter Lund, Thomas Pigor, Tobias Reitz, Barbara Berrien wird mittlerweile ergänzt durch junge Talente der Celler Schule – dem einzigen Förderseminar für Textdichter in deutscher Sprache, an dem er doziert und coacht. Ebenso begleitet und leitet er Kurse und Workshops an der Hochschule für Schauspielkunst Ernst Busch. Sein 2003 hat er sein eigenes Independent-Musiclabel namens Bielfeldt-Records.
Nach langer Solo-Pause kam 2017 sein Album „Die Erinnerung von morgen“ heraus. Dem folgte 2019 das Album „Zwei Leben“, in welchem er textlich aktuellen Themen Rechnung trägt, aber auch romantische Themen nicht vergisst. Inhaltlich geht es u. a. um soziale Kälte der Menschen und der Medien, dem wieder Aufkeimen und Erstarken rechtspopulistischer, faschistischer Tendenzen. Daneben singt er aber auch Hymnen ans Leben und die Liebe. Mit „Zwei Leben“ und dem Lied Insel namens Abendland wurden ihm Kritikerlob und eine Nominierung für den Deutschen Schallplattenpreis zuteil.
Im April 2020 installierte Rainer Bielfeldt mit Bielfeldts Begegnungen sein neues Format mit einem musikalischen Gast und Talkgästen. Für Sommer 2020 sind Wiederaufnahmen von ‚Mascha‘ (mit Julia Kock) und ‚Das Kunstseidene Mädchen‘ (mit Antonia Bill) in der Berliner Bar jeder Vernunft geplant.
Der von jeher offen mit seiner Homosexualität umgehende Rainer Bielfeldt thematisiert dies seit 1992 in seinen Liedern. Seit 2014 lebt er mit dem brasilianischen Maler – mittlerweile sein Ehemann – Tiago Bielfeldt in Berlin, seinem Wohnort seit Ende der 1990er-Jahre.

## Veröffentlichungen
- 1992: Nachtzug (CD)
- 1993: Herzen mit Koffer (CD)
- 1996: Absolutely Unterwegs (Live-CD – mit Gayle Tufts)
- 1996: Dictionary Of Delight (CD-EP – mit Gayle Tufts)
- 1998: The Big Show (CD mit Gayle Tufts)
- 1998: Mascha (CD-Produktion unter Mitwirkung von R. Bielfeldt nach dem Mascha-Kaléko-Programm)
- 2000: 4x4 – The Berlin Songbook (CD-Produktion unter anderem mit Rainer Bielfeld)
- 2002: Two Worlds (CD mit Gayle Tufts)
- 2003: Alles nur ein Traum (Solo-CD)
- 2004: Conni – Ich mach so gern Musik (Kinder-CD mit Katharine Mehrling)
- 2004: Um die Häuser von Berlin (Solo-Maxi-CD)
- 2006: Sänger sein (Solo-CD)
- 2007: So What!? – Reloaded (CD mit Ole Lehmann)
- 2011: Was hör ich da? Am Meer (Kinder-CD mit Otto Senn)
- 2017: Die Erinnerung von morgen (Solo-CD)
- 2019: Zwei Leben (Solo-CD)
- 2021: Orongsch (Solo-CD)
- 2022: Was bisher geschah – Die Besten aus drei Jahrzehnten (Doppel-CD)
- 2023: Nicht allein (CD)